# JetLite
La JetLite, precedentemente conosciuta come Air Sahara, era una compagnia aerea basata a Mumbai, India e di proprietà della Jet Airways. Il vettore operava voli di linea che collegavano i maggiori centri urbani dell'India, con 110 voli giornalieri e forniva elicotteri per servizi charter e fotografie aeree. Dal 2012 il marchio non viene più utilizzato e i voli vengono operati a nome della capogruppo.

## Storia
La compagnia fu creata il 20 settembre 1991 e cominciò le operazioni il 3 dicembre 1993, con 2 Boeing 737-200. Il nome della compagnia era Sahara Airlines e inizialmente i voli si concentrarono sulla parte nord dell'India, mantenendo Delhi come base; poi arrivarono a coprire tutto lo stato. Il 2 ottobre 2000 la Sahara Airlines fu rinominata in Air Sahara ed a marzo 2004 il vettore cominciò ad operare voli da Chennai a Colombo, la capitale dello Sri Lanka. In quegli anni il vettore era parte del Sahara India Pariwar, ma l'incertezza sul futuro della compagnia causò un abbassamento della quota di mercato sui voli domestici in India.

### Accaparramento da parte di Jet Airways
Jet Airways ha annunciato nel gennaio 2006 il suo primo tentativo di acquisizione della compagnia, offrendo 500 milioni di dollari statunitensi (2000 crore di rupie) in contanti. La reazione del mercato all'accordo fu mista, con molti analisti che pensavano che Jet Airways avesse pagato troppo per Air Sahara. Il Ministero Indiano per l'aviazione civile diede l'approvazione formale, ma l'operazione è stata alla fine disdetta a causa disaccordi sul prezzo e sulla nomina del Presidente del consiglio di amministrazione di Jet Airways Naresh Goyal al consiglio di amministrazione Air Sahara. Un secondo tentativo fu fatto nell'aprile 2007 e Jet Airways accettò di pagare 340 milioni di dollari statunitensi, corrispondenti a 1.540 crore di rupie. L'accordo, andato a buon fine, diede a Jet Airways un totale mercato domestico del 32%. Il 16 aprile dello stesso anno Jet Airways annunciò che Air Sahara avrebbe cambiato nome in JetLite e l'acquisizione della compagnia fu ufficialmente conclusa il 20 aprile, con il pagamento da parte di Jet Airways di 400 crore di rupie. JetLite è stata riposizionata sul mercato come vettore di alto livello che offre voli a tariffe basse. Ha poi smesso il servizio gratuito di ristoro a bordo, mantenendo però un servizio a pagamento. Inoltre, Jet Airways ha lasciato molte delle sue rotte a JetLite.

## Flotta
A ottobre 2011 la flotta JetLite aveva un'età media di 8,8 anni e consisteva nei seguenti aerei:
- 9 Boeing 737-700 (144-149 passeggeri)
- 9 (+ 6 ordini) Boeing 737-800 (186 passeggeri)

## Servizio a bordo
JetLite offriva un servizio a pagamento, chiamato ByteLite, che comprendeva anche il ristoro.

## Incidenti
- L'8 marzo 1994, un Boeing 737-2R4C (marche VT-ASA) fu impegnato in un volo di addestramento con un istruttore e tre apprendisti piloti. Cinque fasi di atterraggio e atterraggi stessi furono completati, ma durante il sesto esercizio di touch and go, appena dopo il decollo dalla pista 28 dell'Aeroporto Internazionale Indira Gandhi di Delhi, il velivolo effettuò una virata a sinistra e si schiantò sulla zona di sosta aerei del Terminal dei voli internazionali. Nello schianto, il velivolo colpì un Ilyushin Il-86 della Aeroflot parcheggiato, prendendo anche fuoco. Due dipendenti Aeroflot, un ingegnere di terra russo ed un lavoratore dell'aeroporto rimasero uccisi. L'incidente è avvenuto a seguito di un errore degli occupanti del velivolo durante l'addestramento.